# Cameron Ayers
Cameron Alexander Ayers (Columbus, Ohio,18 de septiembre de 1991) en un exjugador profesional de baloncesto estadounidense. Con 1,96 metros de estatura, juega indistintamente en las posiciones de base o escolta.

## Trayectoria deportiva

### Universidad
Jugó cuatro temporadas con los Bison de la Universidad Bucknell, en las que promedió 11,5 puntos, 3,2 rebotes y 1,7 asistencias por partido. Fue elegido en 2014 Jugador del Año de la Patriot League, habiendo sido incluido en el mejor quinteto de la conferencia en sus dos últimas temporadas.

## Profesional
Tras no ser elegido en el Draft de la NBA de 2014, Ayers se inocorporó a los New Orleans Pelicans para disputar las Ligas de Verano. El 1 de septiembre de 2014, firmó con el Enel Brindisi italiano por un periodo de prueba. Fue despedido un mes después de haber firmado con ellos.
El 21 de enero de 2015, fue adquirido por los Reno Bighorns de la NBA Development League. Jugó hasta final de la temporada, promediando 11,3 puntos y 3,1 rebotes por partido.
El 19 de octubre, firmó con Šiauliai. Jugó una temporada en la que promedió 9,9 puntos y 2,6 rebotes por partido,

## Personal
Ayers es hijo de Randy y Carol Ayers. Su padre jugó al baloncesto en Miami (Ohio) y fue entrenador de los Philadelphia 76ers y de la Universidad de Ohio State. Su hermano Ryan jugó al baloncesto en Notre Dame y fue capitán del equipo en su año senior en la temporada de 2008-09.